# Стоил Рошкев
Стоил Рошкев е български писател, поет и журналист.

## Биография
Стоил Рошкев е роден на 15 октомври 1976 година в София. Завършва българска филология в Софийския университет „Свети Климент Охридски“. Работи като журналист последователно в БТА, БНР и БНТ. От 2019 до 2023 г. е телевизионен водещ в БСТВ.
В края на 90-те години на ХХ век нашумява със стихосбирката си „Ток“, успешно комбинираща ефектна метафорика с разговорен и дори уличен език. Втората му книга е роман - „Жени по китайската стена“, излязла от печат през 2007 г. Следва стихосбирката „Естрада“ (2009). През 2011 г. е публикуван сборникът му с разкази „Няма такъв булевард“. През 2016 г. е издаден романът му „Кибермодернизъм, или кукловодът Йоан Янков-Сайта“. Книгата му с есета "Критика на телевизионния разум" се появява през 2022 г. 
Стоил Рошкев учредява с лични средства "Приз "Орфей" - литературна награда за нов български роман (неиздаван). Към датата на връчването на наградата, 24 юни 2022 г., това е най-голямото литературно отличие в България от началото на промените през 1989 г., чието парично измерение е 12 000 лв. В конкурса "Приз "Орфей" участват над 100 писатели. Журито - Симеон Янев,  Румен Леонидов, Нора Стоичкова, Стоил Рошкев - определя за лауреат писателя Михаил Михайлов.  

### За творчеството на Стоил Рошкев
- „Почерк, който избира да ходи ту към високата, ту към масовата култура и така им улучва мярата, че се чудиш как може да е толкова четивен този модернизъм, без да е постмодернизъм, а нещо седмо. Нещо като седмото небе на новата българска проза.“ (Пламен Дойнов, „Литературен вестник“, 2007 г.)
- „Как се съчетава уличен реализъм с авангард, ще попитате? Какво е това чудо-юдо риба-кит? Прозата на Стоил Рошкев, ще ви отговоря веднага“ (Лора Шумкова, „Литературен вестник“, 2005 г.)
- „Сред небулозата на поредните млади в българската литература стиховете на Стоил Рошкев като че ли стоят най-отчетливо, с най-избистрени черти“ (Георги Господинов, „Литературен вестник“, 1998 г.)

### Награди
- Първа награда на Националния младежки конкурс за поезия „Веселин Ханчев“ (1996);
- Първа награда на Националния студентски литературен конкурс „Шумен“ (1997);
- Първа награда на конкурса за дебютна книга „Южна пролет“ (1998) – за стихосбирката „Ток“;
- наградата „Рашко Сугарев“ (за разказа „Каква е тая смрад бе, господа?“, 2004)